# Ølstykke kommun
Ølstykke kommun var en kommun i Frederiksborgs amt i Danmark. Kommunen hade 15 681 invånare (2006) och en yta på 29,12 km². Ølstykke var centralort. 2007 slogs kommunen samman med Stenløse kommun och Ledøje-Smørums kommun till Egedals kommun i Region Hovedstaden. Den nya kommunen har en yta på 125,79 km².